# 阿柳德
阿柳德，是西班牙卡斯蒂利亚-莱昂索里亚省的一个市镇。总面积18平方公里，总人口33人（2001年），人口密度2人/平方公里。